# 사이코메트리
사이코메트리(영어: Psychometry)는 초능력의 일종이다.
만지거나, 보거나, 듣고 그것에 대한 정보를 알아낸다. 투시는 이미지를 보고 그것에 알아내지만, 사이코메트리는 감정을 먼저 느끼고 그에 따라 이미지가 떠오른다는 점이 투시와 사이코메트리의 차이점이다. 이미지가 항상 구체적으로 떠오르진 않고 상징적으로 나타나는 경우도 있다. 사이코메트리로 과거, 현재, 미래의 정보를 알 수 있다.

## 사이코메트리의 예
- 특정 물건을 지녔을 때 성격이 변한다.
- 특정 장소에서 감정이 변한다.
- 목소리만 듣고 그 사람에 대해 안다.

(심리적 영향 외)
- 미래 예지

(빅데이터 등 외)

## 사이코메트리 연습
사이코메트리도 명상과, 도형을 이용한 연습을 하면 도움이 된다. 직감이 좋은 사람이 잘된다. 물건으로 사이코메트리를 할 때는 가슴이나 이마 근처에 붙이면 잘 되는데, 꼭 물건을 올릴 필요는 없고 한 손으로 물건을 잡고 다른 손을 이마에 대도 되고, 물건에 손만 대도 된다. 그러나 이마나 가슴쪽에서 잘 된다. 눈을 감고 집중하는 게 편하다. 앉아서 물건을 손에 올린다. 편안하게 있는다. 물건을 그다지 의식하지 않는다. 물건을 올리기 전에 없었던 감정이 생긴다면 사이코메트리일 수 있다. 사이코메트리는 상당한 노력이 필요하다. 일상에서 재미로 하는 것이 좋다. 

## 같이 보기
- 예지